# Stunt Flyer: Hero of the Skies
Stunt Flyer: Hero of the Skies (Kid Adventures: Sky Captain) est un jeu vidéo de simulation aérienne pour la console Wii de Nintendo dans lequel le joueur doit traverser des anneaux à bord d'un monoplan.

## Accueil
- Jeuxvideo.com : 10/20[1]